# هيلين مورغان
هيلين مورغان (بالإنجليزية: Helen Morgan) (و. 1966  م) هي لاعبة هوكي الحقل من ويلز بالمملكة المتحدة، شاركت في الألعاب الأولمبية الصيفية 1992.

## روابط خارجية
- هيلين مورغان على موقع الاتحاد الدولي للهوكي (الإنجليزية)
- هيلين مورغان على موقع اللجنة الأولمبية الدولية (الإنجليزية)
- هيلين مورغان على موقع أوليمبيديا (الإنجليزية)